# Beautopia (documental)
Beautopia es un documental estadounidense de 1998, dirigido por Katharina Otto-Bernstein, que a su vez lo escribió, musicalizado por Bernt Köhler-Adams, Hayley Moss y Frank Otto, en la fotografía estuvo Oliver Bokelberg, los protagonistas son Naomi Campbell, Cindy Crawford y Elle Macpherson, entre otros. Esta obra fue realizada por Film Manufacturers, Fox Lorber Features y Hit & Run Productions; se estrenó el 18 de enero de 1998.

## Sinopsis
Este documental da a conocer a cuatro chicas que van a convertirse en modelos y a su vez se muestra como es el universo del modelaje.